# سگ آکباش
سگ آکباش (ترکی استانبولی: Akbaş)نام یک نژاد از سگ ها می باشد که خاستگاه آن غرب کشور ترکیه می باشد.وزن این سگ ۳۴ تا ۶۴ کیلوگرم ،و طولش ۶۹ تا ۸۱ سانتی متر است.